# Bacalaíto

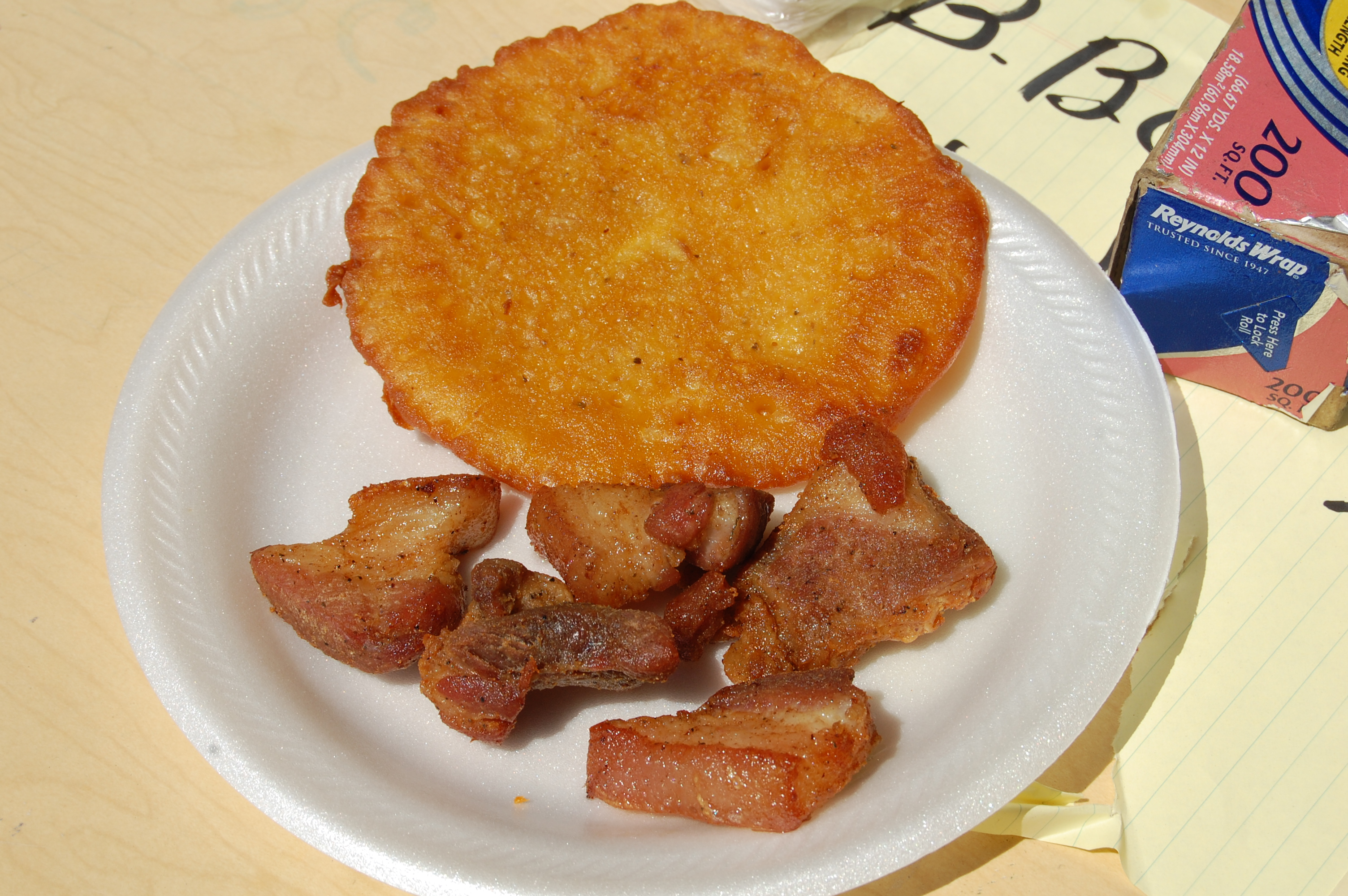
Bacalaíto y carne de cerdo frita

El bacalaíto es una fritura de sartén de bacalao en salazón. Es un aperitivo tradicional puertorriqueño que se come típicamente como comida independiente. Se sirve en la playa, en cuchifritos y en fiestas. Es crujiente por fuera y masticable por dentro.

## Características
Los bacalaítos se sirven en todo Puerto Rico en diferentes versiones. Según la receta, el bacalao salado se remoja o se hierve para retirar la mayoría de la sal. Entonces se escurre y se desmenuza, añadiéndose a un rebozado de harina con especias. Entonces se fríe. Es frecuente aderezarlo con sofrito, perejil, comino, orégano brujo y annatto.